# Conselho Nacional de Secretários de Estado de Justiça, Direitos Humanos e Administração Penitenciária
O Conselho Nacional de Secretários de Estado de Justiça, Direitos Humanos e Administração Penitenciária (CONSEJ) é o fórum nacional no Brasil de todos os secretários estaduais de Justiça, de Direitos Humanos e de Administração Penitenciária.
O fórum foi idealizado visando à discussão permanente e organizada pelas Unidades Federativas através ds titulares das pastas específicas no campo da Justiça.
O CONSEJ tem se concetrado ultimamente na discussão dos problemas da crise do sistema penitenciário do Brasil, que tem causado sérios danos à segurança pública da população.